# Thorectes
Thorectes es un género de coleópteros de la familia Geotrupidae.

## Especies
Incluye a las siguientes especies:
- Thorectes albarracinus
- Thorectes armifrons
- Thorectes asperifrons
- Thorectes balearicus
- Thorectes banghaasi
- Thorectes baraudi
- Thorectes brullei
- Thorectes castillanus
- Thorectes catalonicus
- Thorectes chalconotus
- Thorectes chersinus
- Thorectes coiffaiti
- Thorectes coloni
- Thorectes demoflysi
- Thorectes distinctus
- Thorectes escorialensis
- Thorectes ferreri
- Thorectes geminatus
- Thorectes hernandezi
- Thorectes hispanus
- Thorectes hoppei
- Thorectes intermedius
- Thorectes juengeri
- Thorectes laevigatus
- Thorectes latus
- Thorectes lusitanicus
- Thorectes marginatus
- Thorectes martensi
- Thorectes nepalensis
- Thorectes nitidus
- Thorectes orocantabricus
- Thorectes punctatissimus
- Thorectes punctatolineatus
- Thorectes puncticollis
- Thorectes punctulatus
- Thorectes reflexus
- Thorectes rugatulus
- Thorectes sardous
- Thorectes sericeus
- Thorectes shankara
- Thorectes stellosus
- Thorectes trituberculatus
- Thorectes valencianus
- Thorectes variolipennis